# Valle Morobbia in Piano

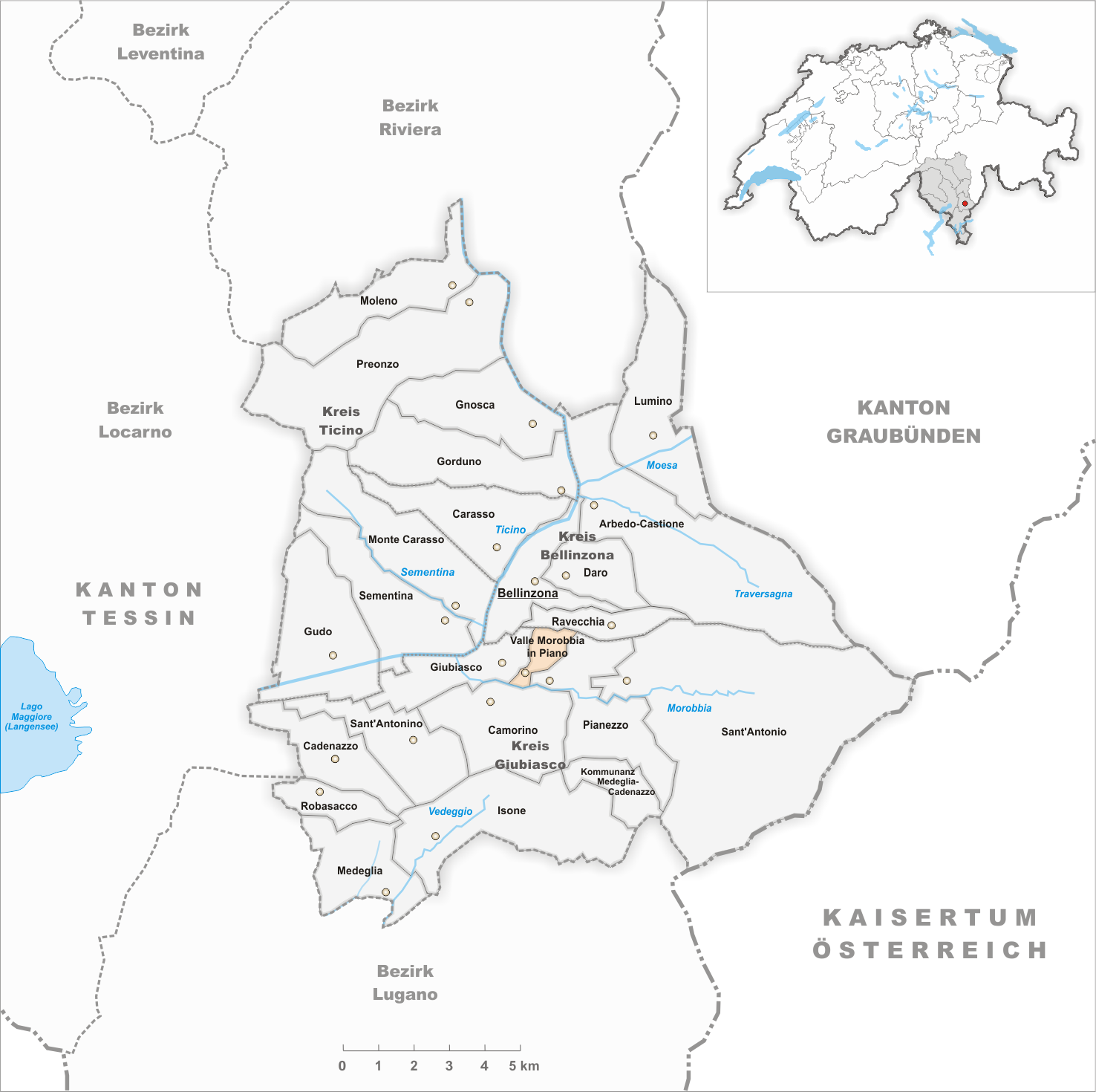
Gemeindestand vor der Fusion am 1. Januar 1867

Valle Morobbia in Piano war eine selbstständige politische Gemeinde im Kanton Tessin, im Bezirk Bellinzona in der Schweiz. Am 1. Januar 1867 fusionierte Valle Morobbia in Piano mit der Gemeinde Giubiasco.